# Plesmo
Plesmo falu Horvátországban, Sziszek-Monoszló megyében. Közigazgatásilag Novszkához tartozik.

## Fekvése
Sziszek városától légvonalban 41, közúton 72 km-re délkeletre, községközpontjától légvonalban 11, közúton 16 km-re nyugatra, a Lónyamező délkeleti részén, a Száva bal partjának közelében fekszik.

## Története
A falu a török kiűzése után népesült be, 1773-ban az első katonai felmérés térképén „Dorf Plesma” néven szerepel. 1857-ben 416, 1910-ben 621 lakosa volt. Pozsega vármegye Novszkai járásához tartozott. 1918-ban az új szerb-horvát-szlovén állam, majd később Jugoszlávia része lett. A II. világháború idején a Független Horvát Állam része volt. A háború után enyhült a szegénység és sok ember talált munkát a közeli városokban. 1991. június 25-én a független Horvátország része lett. A településnek 2011-ben 87 lakosa volt.

## Népesség
| Lakosság változása | Lakosság változása | Lakosság változása | Lakosság változása | Lakosság változása | Lakosság változása | Lakosság változása | Lakosság változása | Lakosság változása | Lakosság változása | Lakosság változása | Lakosság változása | Lakosság változása | Lakosság változása | Lakosság változása | Lakosság változása |
| ------------------ | ------------------ | ------------------ | ------------------ | ------------------ | ------------------ | ------------------ | ------------------ | ------------------ | ------------------ | ------------------ | ------------------ | ------------------ | ------------------ | ------------------ | ------------------ |
| 1857               | 1869               | 1880               | 1890               | 1900               | 1910               | 1921               | 1931               | 1948               | 1953               | 1961               | 1971               | 1981               | 1991               | 2001               | 2011               |
| 416                | 442                | 422                | 431                | 465                | 621                | 419                | 496                | 404                | 354                | 276                | 177                | 136                | 108                | 86                 | 87                 |

## Nevezetességei
- A népi építészeti hagyomány képviselője a 66-os szám alatti fa lakóház. A házat a 20. század elején építették, földszinti és emeleti részből áll. Alapjai téglából, falai tölgyfa gerendákból készültek. A ház máig eredeti formájában maradt fenn, beleértve nyílászáróit, berendezését. A 20. század elejének életmódját tükrözi.
- Ugyancsak a 20. század elején épült a 60-as szám alatti emeletes fa lakóház. Alapjai téglából, falai tölgyfa gerendákból készültek. Utcára néző homlokzatán a földszinti és emeleti részen is két-két ablak található, a két részt az utcára néző eresz választja el egymástól.